# Facultatea de Matematică a Universității „Alexandru Ioan Cuza” din Iași
Facultatea de Matematică este o facultate care face parte din cadrul Universității „Alexandru Ioan Cuza” din Iași. Aceasta există din anul 1860, o dată cu înființarea Universității „Alexandru Ioan Cuza”.

## Istoric
A făcut parte din universitate ca secție a Facultății de Științe aceasta datând din 1860. Până în 1864, matematica, împreună cu fizica și cu științele naturale au fost secția a doua din cadrul Facultății de Filozofie a Universității. Legea Învățământului din 1864 a stabilit bazele Facultății de Științe, cu trei secțiuni: matematică, fizică și științele naturale. Prima persoană care a primit titlul de doctor în matematică la Universitatea din Iași a fost Octav Mayer. Alte personalități sunt: Adolf Haimovici, Alexandru Myller, Constantin Popovici, Gheorghe Gheorghiev, Gheorghe Vrânceanu, Ilie Popa, Ion Creangă, Ioan Grindei, Mendel Haimovici, Neculai Negoescu, Octav Mayer, Simion Sanielevici.

## Legături externe
- Site oficial